# 曲正
曲正（1903年—1971年），原名曲观生，男，汉族，山东黄县人，中国微生物学家、医学教育家，曾任兰州大学校长。